# 1993年カナダ総選挙
1993年カナダ連邦総選挙（1993ねんカナダれんぽうそうせんきょ、英語: 1993 Canadian federal election）は、1993年10月25日にカナダで行われた議会（庶民院）議員（第35期）の総選挙である。

## 概要
選挙では下院の295議席を14の政党が争った。これはカナダ史上最も波乱に富んだ選挙であり、有権者の半分が支持政党を1988年カナダ連邦選挙から変更した。結果、クレティエン率いる自由党が下院で圧倒的な多数を手にし、次のカナダ政府を形成した。この選挙でカナダ進歩保守党は、1988年から票の半分以上を失い、156議席のうち154もの議席を喪失した。これはカナダの連邦レベルで、また西欧諸国の与党政権として最悪の敗北であった。
この選挙では2つの新党が、主にカナダ進歩保守党の支持者の中から登場した。主権主義者のブロック・ケベコワはケベック州で過半票を獲得し勝利、公式野党となった。カナダ改革党は、マニトバ州よりも東で1議席しか獲得しなかったものの、一般的なほぼ同じ数の議席を獲得し、下院の主要右翼政党として進歩保守党にとってかわった。
伝統的な第三党である新民主党は前回の健闘から一転、9議席まで議席数を減らした。この選挙は新民主党史上の唯一の100万票を切った最悪の結果となっている。
庶民院議員の任期満了に伴って実施された選挙である。選挙では6月まで9年余り首相を務めていたブライアン・マルルーニー（カナダ進歩保守党、以下「進歩保守党」）の政権運営に対する評価、年額350億ドルにも上る財政赤字の解消や、11％を超える高失業率をどう改善するかが主な争点となった。選挙直前の世論調査では与党・進歩保守党の支持率は17％であり、野党カナダ自由党（以下、自由党）の43％に比べ大きな後れを取っていた。選挙の結果、自由党が295議席中178議席を獲得して圧勝、政権を9年ぶりに奪還した。一方、進歩保守党は解散前の155議席をわずか2議席まで激減、6月に就任したばかりのキャンベル首相自身も落選した。また第三の全国政党であり、これまで二大政党に不満を持つ有権者の受け皿となってきた新民主党も議席を激減させた。ケベック州の分離独立を党是とするブロック・ケベコワや西部地域を地盤とする新党であるカナダ改革党（以下、改革党）は大きく躍進し、第二・第三党の地位を地域政党が占めることとなった。従来の二大政党制が崩壊し地域政党が台頭するという、カナダ政界の構図を大きく塗り替えた選挙となった。なおマニトバ州から立候補した日系カナダ人のアーサー・ミキ（自由党）が当選し、カナダ史上初の日系庶民院議員が誕生した。

## 選挙データ

### 内閣
- 選挙前：キャンベル内閣
  - 首相：キム・キャンベル
  - カナダ進歩保守党
- 選挙後：第1次クレティエン内閣
  - 首相：ジャン・クレティエン
  - 与党：カナダ自由党

### 投票日
- 1993年10月25日

### 改選数
- 295

### 選挙制度
- 完全小選挙区制

#### 投票方法
秘密投票、単記投票、1票制

#### 選挙権・被選挙権
満18歳以上のカナダ国民

#### 有権者数
19,906,796

## 背景

### マルルーニー政権
1984年、 ブライアン・マルルーニーはカナダ進歩保守党を率いてカナダ史上最大の多数派政権を樹立し、全ての州で過半数の議席を獲得した。カナダ進歩保守党が政権を取った1984年当時、カナダの連邦政府赤字は345億ドルに達しており、この削減を公約に掲げていた。しかし、1993年までにこれは400億ドル以上に膨れ上がっており、また、カナダ連邦債務政府債務は5,000億ドルにまで積みあがっていた。財政健全化の方策としてマルルーニーが行ったのは増税であった。民意の強い反対を受けながら1999年に消費税を設定した。。

### マルルーニー退陣とキャンベル政権
これらの要因によってマルルーニーは1940年代から始まった世論調査で最も人気のない指導者となった。 これにより1991年に進歩保守党の支持率は15％台まで低下した。法務大臣であったキム・キャンベルが後継者として首相となった。キャンベルは就任時からの短期間に高い人気を誇り、それは1960年代後半のピエール・トルドーに対するトルドーマニアをもじった「キャンベルマニア」という言葉が生まれるほどであった 。
この時期、他の伝統的な政党も上手くいってはいなかった。 自由党は内部は無秩序で破産しかけており支持率も50%から32%まで低下させていた。そのためクレティエンはジーン・ペルティエを参謀長に起用し、党を再編するために彼の指導力を用いた。

## 選挙運動

### 選挙運動開始前
選挙は国会の任期が9月に切れるため、1993年の秋に必要に駆られ招集された。その年の晩夏時点で、キャンベルはクレティエンに対して人気で上回っていた。 

### カナダ自由党

選挙期間中に用いられたカナダ自由党のロゴ

カナダ自由党は9月19日に、長い間構想してきたキャンペーンを発表し、メディアはそれにRed Bookと名付けた。これはカナダ自由党が与党となった際に何をするのかについてが記された文書であった。これはカナダの政党には前例のない試みで、数年の歳月が費やされたものだった。カナダ自由党の方針は一貫しており、組織性をもって行われており、これは進歩保守党の、『グローブ・アンド・メール』が現代政治史の中で最も無能なキャンペーンと呼んだものとは対照的なものであった。

### カナダ改革党
カナダ改革党は、西部とオンタリオ州の多くに大規模な草の根ネットワークを構築した。改革党は資金や資源に乏しかったので、エコノミークラスの客席に乗ったり、安ホテルに泊まったり、弁当を作ったりして、その姿勢がお金に厳しい財政緊縮派の人々から支持されるようになった。選挙活動は リック・アンダーソンという熟練の専門家によってマネジメントされた。改革党内部では元カナダ自由党でオタワ出身の彼を起用することについて反対する意見もあったが、彼は高い能力を証明することで早期にそれを解決した。
改革派は、トロント地域のジョン・ベックがヨーク大学の学生紙『エクスカリバー』のインタビューで反移民的な発言を連発したことで、論争に巻き込まれた。ヨーク大学の学生たちはこの発言をマニングに突きつけ、マニングはすぐにそれを糾弾した。1時間以内にベックは立候補を取り下げることを余儀なくされた。

### 新民主党

選挙期間中に用いられた連邦新民主党のロゴ

### 進歩保守党
進歩保守党の選挙キャンペーンは会長のジョン・トーリーとチーフストラテジストのアーラン・グレッグ、マルルーニの側近2名によって率いられた。これは資金面では最も豊富だったが、すぐに組織的な問題に直面した。地方向けキャンペーン用のパンフレットを党が作成できず、各候補者に自費印刷を強要した結果、党としてのメッセージの一貫性が保てなくなったことである。

### クレティエン広告
10月まで、進歩保守党の支持率は世論調査で自由党にかなり劣っていた。彼らはこの方法以外では自由党に優位を確保できないと信じ、グレッグとカナダ保守党はクレティエン叩きシリーズと呼ばれる広告を立ち上げた。この広告の制作者達は「もし彼がカナダの首相になったら、とても恥ずかしい」というニュアンスの広告は彼の政策と倫理について意味するものであったと説明したが、彼の顔のベル麻痺を強調していたことから、多くの人々はこれはクレティエンの外観への侮蔑だと認識した。この広告はロメオ・ルブラン率いるリベラルの選挙対策本部がすぐにメディアに連絡するなど、即座に広く認知された。これは進歩保守党候補を含む各方面からの激しい反発を引き起こし、キャンベルは放送中止を命じた。
クレティエンはこの広告に対し、「子供の頃、人々によく笑われましたが、私は神から人とは別の資産を与えられたのです。私はとても幸福です」と、対戦相手の引き合いとして少年時代に彼をからかった子供達を出して状況を有利にし、支持率を急上昇させ進歩保守党の彼に対する唯一の優位を無効にした。。クレティエン自身も彼の半身不随な顔を選挙運動に利用していたのではないのかという指摘も存在する。 ケベック州での自由党の選挙ポスターには、"Strange-looking face, but reflect on what's inside."(変な顔ですが、中身を省みてください)との文言があり、殆どの新聞や雑誌の広告では似たような写真で彼の特徴的な顔を積極的に推しだしていた。

## 焦点
1993年の選挙で最大の論点は経済対策であった。 1988年選挙での論点はアメリカとの米加自由貿易協定であったが、1993年選挙以前から北米自由貿易協定の合意があった。。 
改革党は移民の削減と多言語主義の後退を提唱していた。

## 選挙結果
この選挙は進歩保守党にとって大敗に終わった。彼らはリベラルにとっての過去最悪であった1984年の95議席の喪失を上回る、156議席のうちの2つを除いた全てを失うという大敗を喫した。この損害は失われた議席の絶対数においてもパーセンテージにおいても、カナダの与党政権のみならずウェストミンスターシステムの政権政党にとって過去最悪の記録となった。 また、圧倒的な安定政権が一気に一掃された、世界での珍しい例の一つとなった。マルルーニーの以前の選挙区であったケベック東部のシャルルヴォワは地滑りでブロック・ケベコワ候補のジェラール・アセリンに敗れた。カナダ保守党候補はたった6,800票しか得られなかった上に、これによって供託金を失う危機に陥った。
キャンベルは選挙区であったバンクーバーを自由党の新人ヘディ・フライに奪取された。首相の落選と選挙での敗北が同時に起こったことは、これを含めカナダの歴史上3度しか起こっていないことである。 前例としてはアーサー・ミーエンに二度、1921年カナダ連邦選挙、1926年カナダ連邦選挙で起きていた。 
自由党はこの選挙で177議席を獲得した。これは190議席を記録した1949年以降、党史上3番目の戦績であった。これにより、下院で圧倒的多数を獲得した。
ブロック・ケベコワは54議席を獲得した、ケベック州での半数以下の票を獲得し、フランス語圏の選挙区を席捲した。
改革党は大躍進を遂げ、西部ではそれまでの進歩保守党の支持のかなりの部分を獲得した。ブロック・ケベコワは公式な野党であったが、ケベック州以外の問題については、進歩保守党は改革派を主要野党と見なしていた。 また、1995年には、ブロック・ケベコワのリーダーであったルシアン・ブシャールはアメリカ大統領ビル・クリントンへの面会を許可された。改革党党首のプレストン・マニングもまたブシャールの分離主義的な影響力を和らげるためにビル・クリントンとの面会が許可されていた。
新民主党は主要な政党の中で最も少ない得票となり、獲得議席数は正式な政党の要件に3議席足りない9議席となった。これは記録された成績の中では1988年からの大きな後退であった。当選した候補の多くは政党の伝統的な支持地域であった西部ハートランドで、大きく分断された選挙区であった。平均して、当選した新民主党議員の得票率は35.1%に過ぎなかった。

### 政党別獲得議席
|                                                           |                        |                    |                    |                    |            |        |        |
| 党派                                                      | 党派                   | 党派               | 獲得 議席          | 増減               | 得票数     | 得票率 | 解散時 |
| 与党                                                      | 与党                   | 与党               | 2                  | 152                | 2,186,422  | 16.04% | 154    |
|                                                           |                        | カナダ進歩保守党   | 2                  | 152                | 2,186,422  | 16.04% | 154    |
| 野党                                                      | 野党                   | 野党               | 293                | 156                | 11,481,249 | 83.96% | 137    |
|                                                           |                        | カナダ自由党       | 177                | 098                | 5,647,952  | 41.24% | 79     |
|                                                           | ブロック・ケベコワ     | 54                 | 044                | 1,846,024          | 13.52%     | 10     |        |
|                                                           | カナダ改革党           | 52                 | 051                | 2,559,245          | 18.69%     | 1      |        |
|                                                           | 新民主党               | 9                  | 035                | 939,575            | 6.88%      | 44     |        |
|                                                           | 無所属                 | 1                  | 001                | 60,434             | 0.73%      | 3      |        |
|                                                           | カナダ国民党           | 0                  | 増減なし           | 187,251            | 1.38%      | 0      |        |
|                                                           | カナダ自然法党         | 0                  | 増減なし           | 84,743             | 0.63%      | 0      |        |
|                                                           | 提携なし               | 0                  | 増減なし           | 48,959             | 0.39%      | 0      |        |
|                                                           | カナダ緑の党           | 0                  | 増減なし           | 32,979             | 0.24%      | 0      |        |
|                                                           | カナダキリスト教遺産党 | 0                  | 増減なし           | 30,358             | 0.22%      | 0      |        |
|                                                           | カナダリバタリアン党   | 0                  | 増減なし           | 14,630             | 0.11%      | 0      |        |
|                                                           | カナダ奴隷制度廃止党   | 0                  | 増減なし           | 9,141              | 0.77%      | 0      |        |
|                                                           | カナダ党               | 0                  | 増減なし           | 7,506              | 0.06%      | 0      |        |
|                                                           | カナダ連邦党           | 0                  | 増減なし           | 7,316              | 0.06%      | 0      |        |
|                                                           | カナダ共産党           | 0                  | 増減なし           | 5,136              | 0.04%      | 0      |        |
| 総計                                                      | 総計                   | 総計               | 295                | 増減なし           | 13,667,671 | 100.0% | 295    |
| 有効票数（有効率）                                        | 有効票数（有効率）     | 有効票数（有効率） | 有効票数（有効率） | 有効票数（有効率） | 13,667,671 | %      | －     |
| 無効票数（無効率）                                        | 無効票数（無効率）     | 無効票数（無効率） | 無効票数（無効率） | 無効票数（無効率） |            | %      | －     |
| 投票者数（投票率）                                        | 投票者数（投票率）     | 投票者数（投票率） | 投票者数（投票率） | 投票者数（投票率） |            | %      | －     |
| 棄権者数（棄権率）                                        | 棄権者数（棄権率）     | 棄権者数（棄権率） | 棄権者数（棄権率） | 棄権者数（棄権率） |            | %      | －     |
| 有権者数                                                  | 有権者数               | 有権者数           | 有権者数           | 有権者数           |            | 100.0% | －     |
| 出典： Voter Turnout at Federal Elections and Referendums |                        |                    |                    |                    |            |        |        |

### 州別獲得議席
| 州・準州                             | 定数 | 進保 | 与党計 | 自由 | ブケ | 改革 | 新民 | 無所 | 野党計 | 与党計 - 野党計 |
| ------------------------------------ | ---- | ---- | ------ | ---- | ---- | ---- | ---- | ---- | ------ | --------------- |
| ブリティッシュコロンビア州           | 32   | 0    | 0      | 6    | 0    | 24   | 2    | 0    | 32     | 032             |
| アルバータ州                         | 26   | 0    | 0      | 4    | 0    | 22   | 0    | 0    | 26     | 026             |
| サスカチュワン州                     | 14   | 0    | 0      | 5    | 0    | 4    | 5    | 0    | 14     | 014             |
| マニトバ州                           | 14   | 0    | 0      | 12   | 0    | 1    | 1    | 0    | 14     | 014             |
| オンタリオ州                         | 99   | 0    | 0      | 98   | 0    | 1    | 0    | 0    | 99     | 099             |
| ケベック州                           | 75   | 1    | 1      | 19   | 54   | 0    | 0    | 1    | 74     | 073             |
| ニューブランズウィック州             | 10   | 1    | 1      | 9    | 0    | 0    | 0    | 0    | 9      | 008             |
| ノバスコシア州                       | 11   | 0    | 0      | 11   | 0    | 0    | 0    | 0    | 2      | 002             |
| プリンスエドワードアイランド州       | 4    | 0    | 0      | 4    | 0    | 0    | 0    | 0    | 11     | 011             |
| ニューファンドランド・ラブラドール州 | 7    | 0    | 0      | 7    | 0    | 0    | 0    | 0    | 7      | 007             |
| ノースウエスト準州                   | 2    | 0    | 0      | 2    | 0    | 0    | 0    | 0    | 2      | 002             |
| ユーコン準州                         | 1    | 0    | 0      | 0    | 0    | 0    | 1    | 0    | 1      | 001             |
| 総計                                 | 295  | 2    | 2      | 177  | 54   | 52   | 9    | 1    | 293    | 291             |